# Alessandro D'Ottavio
Alessandro D'Ottavio (n. 27 august 1927, Roma, Regatul Italiei – d. 31 decembrie 1987, Roma, Italia) a fost un boxer ce a reprezentat Italia, medaliat olimpic. A participat la o ediție a Jocurilor Olimpice (1948) în care a câștigat o medalie de bronz.

## Participări
Lista de mai jos prezintă principalele competiții la care a participat Alessandro D'Ottavio de-a lungul carierei.
- boxing at the 1948 Summer Olympics – welterweight[*]